# Norbert Könyves
Norbert Könyves (Bačka Topola, 10 giugno 1989) è un calciatore ungherese, attaccante del Vasas.

## Palmarès

### Club

#### Competizioni nazionali
- Supercoppa d'Ungheria: 1

MTK Budapest: 2008
- Nemzeti Bajnokság II: 1

MTK Budapest: 2011-2012 (girone ovest)